# NGC 156
NGC 156 је двојна звезда у сазвежђу Кит која се налази на NGC листи објеката дубоког неба.
Деклинација објекта је - 8° 20' 22" а ректасцензија 0h 34m 35,8s. Привидна величина (магнитуда) објекта NGC 156 износи 13,3.